# Pirro Colonna

Stemma della famiglia Colonna

Pirro Colonna (1500 – 1552) è stato un militare italiano del XVI secolo.

## Biografia
Membro della nobile famiglia romana dei Colonna, fu al servizio di Carlo V del Sacro Romano Impero durante la guerra d'Italia del 1542-1546 e comandava la guarnigione di Carignano durante l'assedio della città prima e dopo la battaglia di Ceresole.